# My Bike-Stevens
My Bike-Stevens war ein österreichisches Radsportteam mit Sitz in Langenlois.

## Geschichte
Die Mannschaft wurde 2014 gegründet und nahm als Continental Team an den UCI Continental Circuits teil. Sie ging aus dem gleichnamigen Amateurteam hervor. Manager war Erich Amplatz, der von den Sportlichen Leitern Adam Homolka und Engelbert Gaubitzer unterstützt wurde.
Zur Saison 2018 wurde Stevens Bikes neuer Materialausstatter und Titelsponsor des Teams. Nach nur einer Saison mit dem neuen Sponsor wurde das Team zum Ende der Saison 2018 aufgelöst. Nach dessen Auflösung gründeten Thomas Umhaller und Matej Mugerli, zwei Fahrer des aufgelösten Teams, zur Saison 2019 unter dem Namen SPORT.LAND. Niederösterreich Selle SMP - St. Rich ein neues Continental Team, in dem einige Fahrer des alten Team unterkamen.

## Saison 2018

### Erfolge in der UCI Europe Tour
In den Rennen der Saison 2018 der UCI Europe Tour gelangen die nachstehenden Erfolge.
| Datum       | Rennen                            | Kat. | Sieger        |
| ----------- | --------------------------------- | ---- | ------------- |
| 25. Mai     | 1. Etappe Gemenc Grand Prix       | 2.2  | Rok Korošec   |
| 24.–26. Mai | Gesamtwertung Gemenc Grand Prix   | 2.2  | Rok Korošec   |
| 22. Juli    | V4 Special Series Debrecen-Ibrany | 1.2  | Péter Kusztor |

## Saison 2017

### Erfolge in der UCI Europe Tour
In den Rennen der Saison 2017 der UCI Europe Tour gelangen die nachstehenden Erfolge.
| Datum         | Rennen                                      | Kat. | Sieger              |
| ------------- | ------------------------------------------- | ---- | ------------------- |
| 1. März       | Trofej Umag                                 | 1.2  | Rok Korošec         |
| 4. März       | Poreč Trophy                                | 1.2  | Matej Mugerli       |
| 11. März      | 2. Etappe Istrian Spring Trophy             | 2.2  | Matej Mugerli       |
| 9.–12. März   | Gesamtwertung Istrian Spring Trophy         | 2.2  | Matej Mugerli       |
| 5. Mai        | 3. Etappe Tour d’Azerbaïdjan                | 2.1  | Matej Mugerli       |
| 3.–7. Mai     | Gesamtwertung Tour d’Azerbaïdjan            | 2.1  | Hermann Pernsteiner |
| 10. Juni      | 3. Etappe Slowakei-Rundfahrt                | 2.1  | Matej Mugerli       |
| 30. Juli      | Grand Prix Kranj                            | 1.2  | Matej Mugerli       |
| 16. September | Visegrád 4 Bicycle Race – GP Czech Republic | 1.2  | Rok Korošec         |

### Erfolge bei den Nationalen Straßen-Radsportmeisterschaften
In den Rennen zu den Nationalen Straßen-Radsportmeisterschaften 2017 gelangen die nachstehenden Erfolge.
| Datum    | Rennen                                       | Sieger        |
| -------- | -------------------------------------------- | ------------- |
| 23. Juni | Slowakische Meisterschaft – Einzelzeitfahren | Marek Canecky |
| 23. Juni | Ungarische Meisterschaft – Einzelzeitfahren  | János Pelikán |

### Mannschaft
| Teamkader 2017                                             | Teamkader 2017     | Teamkader 2017 | Teamkader 2017                         |
| Name                                                       | Geburtsdatum       | Land           | Vorheriges Team                        |
| ---------------------------------------------------------- | ------------------ | -------------- | -------------------------------------- |
| Andi Bajc                                                  | 14. November 1988  | Slowenien      |                                        |
| Marek Čanecký                                              | 17. Juni 1988      | Slowakei       | Salcano Manisaspor Cycling Team (2012) |
| Tobias Edelbauer                                           | 11. Juli 1998      | Österreich     |                                        |
| Gerd Fidler                                                | 13. September 1996 | Österreich     |                                        |
| Julian Gruber                                              | 4. Oktober 1997    | Österreich     |                                        |
| Rok Korošec (17. Feb.–31. Dez.)                            | 24. November 1993  | Slowenien      | Radenska Ljubljana (2016)              |
| Péter Kusztor                                              | 27. Dezember 1984  | Ungarn         | Utensilnord (2014)                     |
| Matej Mugerli                                              | 17. Juni 1981      | Slowenien      | Synergy Baku Cycling Project (2016)    |
| János Pelikán                                              | 19. April 1995     | Ungarn         | Utensilnord (2015)                     |
| Hermann Pernsteiner                                        | 7. August 1990     | Österreich     |                                        |
| Andreas Umhaller                                           | 20. Februar 1992   | Österreich     |                                        |
| Thomas Umhaller                                            | 6. Juli 1995       | Österreich     |                                        |
|                                                            |                    |                |                                        |
| Quellen: ProCyclingStats Cycling Quotient Cycling Archives |                    |                |                                        |

## Platzierungen in UCI-Ranglisten
UCI Africa Tour
| Saison    | Mannschaftswertung | Fahrerwertung        |
| --------- | ------------------ | -------------------- |
| 2014      | 22.                | Péter Kusztor (124.) |
| 2015-2016 | -                  | -                    |

UCI Europe Tour
| Saison | Mannschaftswertung | Fahrerwertung      |
| ------ | ------------------ | ------------------ |
| 2014   | 60.                | Jan Tratnik (172.) |
| 2015   | 37.                | Andi Bajc (90.)    |
| 2016   | 41.                | Jan Tratnik (128.) |